# Steblo
Steblo je rastlinski organ, katerega osnovne naloge so:
- nosi liste in cvetove
- po rastlinskih žilah prevaja vodo in anorganske snovi iz korenin v liste
- prevaja pri fotosintezi nastale organske snovi iz listov v druge rastlinske organe.

Je navadno nadzemni, redkeje podzemni organ, ki skupaj z listi (in cvetovi) tvori poganjek. Lahko je enostavno ali razraslo. Vsa mlada stebla so zelnata - pri zeliščih taka tudi ostanejo, pri lesnatih rastlinah (grmih in drevesih) pa olesenijo.

## Razvoj stebla
Steblo se razvije iz zarodkovega stebelca (del zarodka v kalčku). Steblo je nadzemni organ visoko razvitih rastlin. Steblo raste na vrhu, ta del imenujemo stebelni vršiček, ki je zavarovan s smolnatimi luskolisti, ki varujejo vršiček pred mrazom in izsušitvijo.
Stebla enoletnih rastlin jeseni odmrejo. Pri večletnih rastlinah pa se oblikujejo stebelni popki. Stebla dreves rastejo iz leta v leto, stebelni vršički prezimijo, ker jih ščitijo stebelni popki ali brstiči.
Poznamo temenske popke, ki so na koncu veje in stranske popke, ki so vzdolž veje. Popek je sestavljen iz:
- notranjih luskolistov, ki so mehki in dlakavi,
- zunanjih luskolistov, ki so usnjati, tesno stisnjeni in smolnati.

## Vrste stebel
Po videzu ločimo zelnata in lesnata stebla. Zelnatim rastlinam pozimi nadzemni deli odmrejo. Spomladi iz semena zrastejo nova. Ločimo več vrst zelnatih stebel:
- z enojnim steblom,
- z vejnatim steblom,
- betev ter
- bilka ali bil.

Lesnata stebla so olesenela, imenujemo jih debla, stranske poganjke pa veje. Steblo oleseni tako, da se v njem nakopiči veliko trdnih celuloznih vlaken.
Poznamo tudi stebla, ki so drugačna od običajnih stebel, ker opravljajo poleg prvotnih nalog še druge naloge. Steblo lahko prevzame še nalogo razmnoževanja (s pritlikami), oprijemanja (z viticami) in varovanja (s trni). Drugačna stebla so nadzemna in podzemna preobražena stebla.

## Deli stebla
- Kolence (nodij) je mesto na steblu, iz katerega izraščajo listi.
- Členek ali medkolenčje (internodij) je del stebla med dvema kolencema.
- Glavni poganjek je poganjek, ki nastane neposredno iz zasnove stebla, poganjka na embriju.
- Dolgi poganjek je eno- do večletni poganjek, ki ima neomejeno rast, dolge členke in razmaknjene liste.
- Kratki poganjek je eno- do večletni poganjek z omejeno rastjo; členki so kratki, zgoščeni in poženejo v zalistju listov dolgih poganjkov (bor -Pinus, macesen - Larix, češmin - Berberis).
- Šibasti poganjek je dolg, olesenel, praviloma nerazrasel, zelen poganjek z majhnimi listi ali brez njih, ki opravlja fotosintezno funkcijo (navadna žuka - Spartium junceum, metla - Sarothamnus).
- Pritlika ali stolon je nadzemni ali podzemni stranski stebelni poganjek, ki v glavnem služi vegetativnemu (nespolnemu) razmnoževanju[1]
- Zalistje je prostor (kot) med listom in delom stebla neposredno nad njim; v njem se razvije stranski poganjek.
- Brst (popek) je z listnimi zasnovami in pogosto luskolisti obdan rastni vršiček stebla, poganjka.
- Zarodni brstič je preobražen obstranski brst, ki nastane v zalistju v vegetativni regiji (brstična lilija - Lilium bulbiferum), pa tudi v cvetni regiji (nekatere vrste luka - Allium). V novo rastlino se razvije le, če odpade z matične rastline.
- Brstična čebulica je oblika obstranskega brsta, ki se razvije ob osrednji čebulici in služi, tako kot nadzemni zarodni brstiči, vegetativnemu razmnoževanju (ptičje mleko - Ornithogalum).
- Rozeta (listna rožica) je navadno pritlični del stebla z močno skrajšanimi, zgoščenimi členki in posledično močno zgoščenimi listi, ki navidezno izraščajo iz enega kolenca.